# 富冈喜平
富冈喜平（日语：／ Tomioka Kihei，1932年1月6日—2007年8月14日），日本男子自行车运动员。他曾代表日本参加1951年亚洲运动会自行车比赛，获得一枚金牌。他也曾参加1952年夏季奥林匹克运动会。